# Aljaksej Aljaksandraŭ
Aljaksej Genadzevič Aljaksandraŭ (in bielorusso Аляксей Генадзевіч Аляксандраў?; 11 maggio 1973) è uno scacchista bielorusso.

È registrato dalla  FIDE con il nome Aleksej Aleksandrov.
Ottenne il titolo di Grande Maestro nel 1997.

## Principali risultati
Sei volte vincitore del Campionato bielorusso (1989, 1990, 1996, 2007, 2018 e 2019).
Ha partecipato ai campionati del mondo FIDE a eliminazione diretta del 1998, 1999. 2000 e 2004. Nella Coppa del mondo del 2017 è stato eliminato nel primo turno da Evgenij Naer.
Altri risultati di rilievo:
- 1991:  vince ad Alma Ata il Campionato sovietico juniores;[1]
- 1992:  vince il Campionato europeo giovanile;
- 1998:  vince il torneo di Kstovo;
- 2000:  secondo nel Campionato europeo individuale;
- 2000:  vince il "Petroff Memorial" di San Pietroburgo;
- 2002:  pari 1°-6° nell'Open Aeroflot di Mosca;[2]
- 2005:  vince a Minsk il torneo open Inautomarket;
- 2007:  vince a Varsavia il campionato europeo rapid;
- 2008:  pari 1°-3° nella President's Cup di Baku;
- 2009:  vince il torneo open di Abu Dhabi;[3]
- 2012:  vince il torneo internazionale di Mumbai[4]
- 2022:  in ottobre vince il torneo Chigorin Memorial

Ha raggiunto il suo massimo rating FIDE in gennaio 2004, con 2679 punti Elo.